# J. J. Grandville
Jean Ignace Isidore Gérard, född 1803, död 1847 var en fransk tecknare, känd under pseudonymen Grandville.
Hans verk utvecklades i anknytning till djurfabler av La Fontaine och Aisopos. Bland hans verk märks särskilt Metamorphoses du jour (73 färglitografier, 1829) och Animaux parlants (1840-42). Från 1830 var han verksam i nystartade La Caricature, och arbetade även för Le Charivari där han tecknade politiska satirer. Dessutom märks Grandvilles uppskattade illustrationer till Pierre-Jean de Bérangers visor (1836), Gullivers resor (1838) och La Fontaines fabler (1838). På svensk utgavs 1877 Lustiga taflor ur djurens lif. och En annan värld (1957).
Det var hans bilderböcker som gjorde honom känd för en allmänhet. Grandville anses vara föregångare till den moderna bilderboken.